# أفضل لعبة لعبت على الإطلاق
أفضل لعبة لُعبت على الإطلاق (بالإنجليزية: The Greatest Game Ever Played)‏ هو فيلم تم إنتاجه في الولايات المتحدة وصدر في سنة 2005. الفيلم من إخراج بيل باكستون وبطولة شيا لابوف.تدور قصة الفيلم حول المراحل الأولى من حياة بطل لعبة الغولف فرانسيس ويميت.

## طاقم التمثيل
- شيا لابوف
- ستيفن ديلان

## القصة
تدور الأحداث في مطلع القرن العشرين حين يصبح هاري فاردون بطلا في لعبة الجولف وعلى الرغم من ذلك لا يتمكن من الدخول في مصاف نبلاء المجتمع الإنجليزي، وبعد اثني عشر عاما يحاول تلميذه الشاب الأمريكي فرانسيس أويمت الوصول إلى ما لم يتمكن هاري من الوصول إليه.

## الميزانية والإيرادات
بلغت تكلفة إنتاج الفيلم حوالي 25 مليون دولار بينما حقق أرباحا تقدر بـ 52,930,646 دولار.

## روابط خارجية
- أفضل لعبة لعبت على الإطلاق على موقع IMDb (الإنجليزية)
- أفضل لعبة لعبت على الإطلاق على موقع ميتاكريتيك (الإنجليزية)
- أفضل لعبة لعبت على الإطلاق على موقع روتن توميتوز (الإنجليزية)
- أفضل لعبة لعبت على الإطلاق على موقع نتفليكس (الإنجليزية)
- أفضل لعبة لعبت على الإطلاق على موقع قاعدة بيانات الأفلام العربية
- أفضل لعبة لعبت على الإطلاق على موقع ألو سيني (الفرنسية)
- أفضل لعبة لعبت على الإطلاق على موقع Turner Classic Movies (الإنجليزية)
- أفضل لعبة لعبت على الإطلاق على موقع أول موفي (الإنجليزية)
- أفضل لعبة لعبت على الإطلاق على موقع بوكس أوفيس موجو (الإنجليزية)
- أفضل لعبة لعبت على الإطلاق على موقع فيلمافينيتي (الإسبانية)